# Tony Ramoin
Tony Émile Frédéric Ramoin (Cannes, 23 december 1988) is een Franse snowboarder die gespecialiseerd is in de snowboardcross, maar hij komt ook onder andere uit op de parallelle slalom. Hij won bij de Olympische Winterspelen 2010 brons op het onderdeel snowboardcross.

## Carrière
Ramoin werd in 2005 wereldkampioen bij de junioren op de snowboardcross. Hij maakte dat jaar ook zijn debuut in de wereldbeker bij wedstrijden in Valle Nevado. Bij zijn eerste wereldbekeroptreden in de snowboardcross werd hij 49e. In het seizoen 2007/2008 won hij de Europabeker in de snowboardcross.
Na een maandenlange blessure had hij aanvankelijk geen plaats in de Franse wereldbekerploeg bij aanvang van het seizoen 2009/2010. Nadat zijn landgenoot Paul-Henri de le Rue tijdens de jaarwisseling ziek was geworden na het eten van oesters, kreeg Ramoin zijn plaats in de wereldbeker. Hij benutte zijn kans optimaal en boekte zijn beste resultaat in de wereldbeker in januari 2010 toen hij vijfde werd op de snowboardcross in Bad Gastein. Met die prestatie kwalificeerde hij zich in extremis voor de Olympische Spelen. Tijdens de Olympische Winterspelen 2010 startte Ramoin in de schaduw van zijn succesvollere landgenoten Pierre Vaultier, Xavier de le Rue en Paul-Henri de le Rue, die alle drie als grote favorieten voor een medaille startten. Die drie faalden echter en Ramoin bleef als enige Fransman over voor de finale. Daarin deed hij lange tijd mee op het goud, maar moest uiteindelijk genoegen nemen met de bronzen medaille, achter Seth Wescott en Mike Robertson.
Op de FIS wereldkampioenschappen snowboarden 2011 in La Molina eindigde Ramoin als 27e op de snowboardcross. In maart 2012 stond hij in Valmalenco voor de eerste maal op het podium van een wereldbekerwedstrijd. In Stoneham nam de Fransman deel aan de FIS wereldkampioenschappen snowboarden 2013, op dit toernooi toernooi eindigde hij als negende op de snowboardcross. Tijdens de Olympische Winterspelen 2014 kwam hij echter niet verder dan de zeventiende plaats.

## Resultaten

### Olympische Winterspelen
| Jaar | Plaats    | Resultaten         |
| ---- | --------- | ------------------ |
| 2010 | Vancouver | Snowboardcross     |
| 2014 | Sotsji    | 17e Snowboardcross |

### Wereldkampioenschappen
| Jaar | Plaats    | Resultaten         |
| ---- | --------- | ------------------ |
| 2011 | La Molina | 27e Snowboardcross |
| 2013 | Stoneham  | 9e Snowboardcross  |

### Wereldkampioenschappen junioren
| Jaar | Plaats       | Resultaten                                                     |
| ---- | ------------ | -------------------------------------------------------------- |
| 2004 | Klinovec     | 39e Parallelreuzenslalom                                       |
| 2005 | Zermatt      | Snowboardcross · 22e Parallelreuzenslalom                      |
| 2006 | Vivaldi Park | 26e Snowboardcross                                             |
| 2007 | Bad Gastein  | 12e Snowboardcross 22e Parallelreuzenslalom 15e Parallelslalom |
| 2008 | Valmalenco   | Snowboardcross · 32e Parallelreuzenslalom · 24e Parallelslalom |

### Wereldbeker
Eindklasseringen
| Seizoen   | Algm | SBX |
| --------- | ---- | --- |
| 2005/2006 | 258e | 58e |
| 2006/2007 | 174e | 37e |
| 2007/2008 | 268e | 67e |
| 2008/2009 | 268e | 67e |
| 2009/2010 | 83e  | 23e |
| 2010/2011 | -    | 22e |
| 2011/2012 | -    | 9e  |
| 2012/2013 | -    | 39e |
| 2013/2014 | -    | 28e |